# Hellenisches Olympisches Komitee
Das Hellenische Olympische Komitee (HOC) (griechisch: Ελληνική Ολυμπιακή Επιτροπή, E.O.A.) ist der olympische Nationalverband Griechenlands. Er gehört zu den ältesten Verbänden dieser Art und mit dem Beitritt zum Internationalen Olympischen Komitees 1895 auch zu den ersten Mitgliedern des Dachverbands.
Aufgabe des Komitees ist die Organisation der Teilnahme griechischer Sportler an den Olympischen Spielen sowie einiger anderer multinationaler Sportveranstaltung. Er repräsentiert insgesamt 27 nationale Verbände von Einzelsportarten und vertritt diese im Europäischen Olympischen Komitee (EOC).

## Geschichte
Das Hellenische Olympische Komitee wurde am 24. November 1894 in Athen ins Leben gerufen. Erster Präsident war der damalige griechische Kronprinz Konstantin. Hauptmotivation der Gründung des Bundes war die Umsetzung der ersten modernen Olympischen Spiele. Vorlage dafür war der erste Olympische Kongress, der im Juni 1984 an der Sorbonne-Universität in Paris abgehalten worden war. 13 Nationen aus aller Welt hatten sich zur Gründung der Internationalen Olympischen Komitees zusammengefunden und sich darauf geeinigt, die ersten modernen Sommerspiele in Griechenland, dem Ursprungsort der Spiele, stattfinden lassen zu wollen. Demetrius Vikelas, Vertreter des griechischen Staates bei dieser Konferenz, wurde erster Vorsitzender des IOC.
Noch am Gründungstag wurde die erste Sitzung abgehalten, die sich mit einer baldigen Ausrichtung der ersten modernen Olympischen Spiele befasste. Diese fanden vom 25. März bis 3. April 1896 in dem eigens dafür sanierten Panathinaiko-Stadion in Athen statt.
Als Reaktion auf den großen Erfolg der Spiele führte Griechenland am 10. Juli 1899 ein erstes Sportgesetz ein, welches unter anderem den Sportunterricht an Schulen staatlich regelte und die bis heute geltenden Aufgabenbereiche des HOC definierte. Demnach entfiel fortan die Organisation der Panhellenischen Spiele und die Teilnahme an internationalen Sportveranstaltung in dessen Aufgabenbereich. Zudem wurde ihm der Unterhalt und die Instandhaltung des Panathinaiko-Stadions übertragen.
Zudem legte das Gesetz den Aufbau der Kommission fest. Diese bestand fortan aus zwölf Mitgliedern, die einen Präsidenten wählten.
1901 folgte die Ausrichtung der ersten Panhellenischen Spiele, 1906 war das Stadion des Verbands Schauplatz der einmalig ausgetragenen Olympische Zwischenspiele. Die Bedeutung dieses Wettbewerbs für den jungen Gedanken der modernen Spiele wird heutzutage als weitreichend bewertet. Die Sommerspiele 1900 und 1904 in Paris und Saint Louis waren beide im Rahmen der Weltausstellungen eingebettet und daher weit weniger beachtet worden, als die Austragungen 1896 es zunächst vermuten ließen. Auch der Brauch des Einmarschs aller Teilnehmer in das olympische Stadion, der bis heute Teil der Spiele ist, sowie die idee des olympischen Dorfs wurden dort erstmal eingeführt.
Die Organisation der seit 1951 ausgetragenen Mittelmeerspiele fällt unter die Leitung des HOC.

Flagge der durch das HOC ausgerichteten Mittelmeerspiele

Seit der Gründung der Internationale Olympische Akademie 1961 durch den IOC unterliegt der Betrieb dieser Informations- und Ausbildungsstätte dem griechischen Nationalkomitee. Zweck der Institution mit Sitz in Athen ist die Erhaltung und Verbreitung des olympischen Gedankens sowie die gezielte Förderung junger Sportler weltweit. Außerdem betreibt die Einrichtung eine umfangreiche Sportbibliothek und die Leitung des Museums der Geschichte der antiken Olympischen Spiele sowie des Museums der Olympischen Spiele der Neuzeit in Archea Olymbia.
Traditionell ist die Zeremonie der Fackelentzündung zum Olympischen Fackellauf Aufgabe des HOC.

## Liste der Präsidenten des HOC
| Präsident(-in)                              | Amtszeit  | Präsident(-in)             | Amtszeit  |
| ------------------------------------------- | --------- | -------------------------- | --------- |
| Kronprinz Konstantin                        | 1894–1912 | Prinzessin Irene           | 1965–1968 |
| Konstantin I. (Griechenland)                | 1913      | Theodosios Papathanasiadis | 1969–1973 |
| Kronprinz Georg                             | 1914–1917 | Spyridon Vellianitis       | 1973–1974 |
| Miltiadis Negrepontis                       | 1918–1920 | Apostolos Nikolaidis       | 1974–1976 |
| Kronprinz Georg                             | 1921–1922 | Georgios Athanasiadis      | 1976–1983 |
| Georg II. (Griechenland)                    | 1922–1923 | Aggelos Lempesis           | 1983–1984 |
| Georgios Averoff                            | 1924–1930 | Lambis Nikolaou            | 1985–1992 |
| Ioannis Drosopoulos                         | 1930–1936 | Antonios Tzikas            | 1993–1996 |
| Kronprinz Paul                              | 1936–1948 | Lambis Nikolaou            | 1997–2004 |
| Paul (Griechenland)                         | 1948–1952 | Minos Kyriakou             | 2004–2009 |
| Konstantinos Georgakopoulos Ioannis Ketseas | 1953–1954 | Spyros Capralos            | seit 2009 |
| Kronprinz Konstantin                        | 1955–1964 |                            |           |

## Mitglieder des IOC
| Mitglied                      | Amtszeit  |
| ----------------------------- | --------- |
| Demetrius Vikelas             | 1894–1899 |
| Alexandros Merkatis           | 1899–1925 |
| Georgios Averoff              | 1926–1930 |
| Nikolaos Politis              | 1930–1933 |
| Aggelos Volanakis             | 1933–1963 |
| Ioannis Ketseas               | 1946–1965 |
| Konstantin II. (Griechenland) | 1963–1974 |
| Pyrros Lappas                 | 1965–1980 |
| Epaminondas Petralias         | 1975–1977 |
| Nikolaos Nisiotis             | 1978–1986 |
| Nikos Filaretos               | 1981–2005 |
| Lambis Nikolaou               | 1986–2015 |
| Spyros Capralos               | seit 2019 |

## Mitgliederverbände
Das Hellenische Olympische Komitee bündelt die internationalen Aktivitäten von insgesamt 27 nationalen Verbänden spezifischer Sportarten, wovon 26 in Disziplinen der Olympischen Sommerspiele und ein Verband in Disziplinen der Winterspiele aktiv sind.

## Sportstätten des HOC

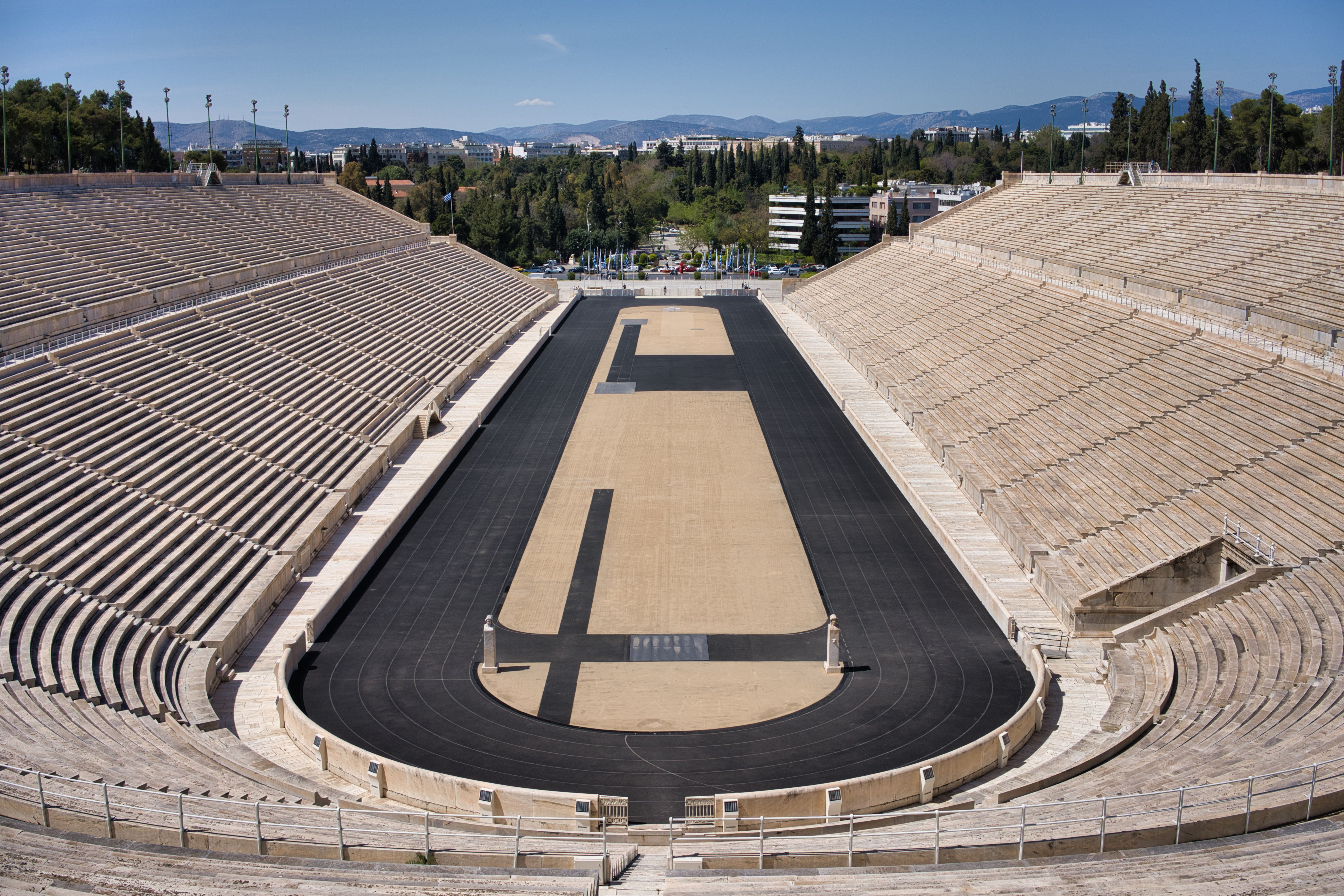
Panathinaiko-Stadion, Athen
Karaiskaki Stadion, Athen

Weitere Institutionen: Internationale Olympische Akademie (Athen), Museum der Geschichte der antiken Olympischen Spiele, Museum der Olympischen Spiele der Neuzeit (beide in Archea Olymbia), ehemaliges Hauptsitzgebäude in Athen (bis 1999)